# Życzenie
Życzenie – stan świadomości, odczuwany gdy przyszły, potencjalny stan rzeczy postrzegamy jako bardziej korzystny (dla realizacji jakiegoś celu) niż stan obecny lub korzystne wydaje nam się przedłużenie stanu obecnego, jednocześnie wierząc lub będąc pewnym, że mamy wystarczający wpływ na przyszły stan rzeczy. Przy braku choć minimum wiary życzenie staje się nierealnym marzeniem.
Życzenie nie jest czystą potrzebą, ale skutkiem konfrontacji potrzeb z subiektywnym prawdopodobieństwem ich zaspokojenia w danej perspektywie czasowej, także bardzo odległej. Realizacja życzenia może powodować czasowe pogorszenie się stanu rzeczy, ale godzimy się na to, gdyż ten pogorszony stan bardziej przybliży nas do celu niż stan obecny. Przykładem jest życzenie ukończenia studiów, które pochłaniają część zarobków, czas i wysiłek, ale docelowo zwiększają szanse na uzyskanie lepiej płatnej pracy.
Przykładem przedłużenia stanu obecnego jest sytuacja pracownika o wysokiej pensji, który nie chce utracić stanowiska, nie wierząc w dalszy awans. W podobnej sytuacji jest złodziej, który nie chce się dać złapać na kradzieży, ale nie zamierza przestać kraść. Pozytywny stan obecny może zostać zdefiniowany również jako taki, który gwarantuje pewne minimum np. zarobków. Wówczas przedłużenie korzystnego stanu może oznaczać nawet pogorszenie się zarobków, które i tak będą wystarczająco wysokie, żeby dawać poczucie sukcesu.

## Werbalizacja życzenia
Stan rzeczy jako przedmiot życzenia może być jedynie wyobrażeniem np. w trakcie marzeń lub u dzieci poniżej pewnego wieku, czy u bardziej inteligentnych zwierząt. Na ogół jednak towarzyszy mu myślowy komunikat językowy, który da się sprowadzić do zdania logicznego, opisującego stan rzeczy po spełnieniu się życzenia. Np. jeśli życzenie brzmi: Niech (niebo) się rozchmurzy, to można je sprowadzić do zdania opisującego przyszły stan rzeczy: Niebo jest bezchmurne. Dopóki nie da się przypisać temu zdaniu prawdy (w sensie wartości logicznej), dopóty życzenie pozostaje niespełnione.
Werbalizacja życzeń odgrywa też ważną rolę społeczną - umożliwia precyzyjne informowanie o swoich życzeniach innych członków grupy.

## Weryfikacja spełnienia się życzenia
Niezależnie od tego, czy życzenie zostało zwerbalizowane, czy też nie - przychodzi moment na jego konfrontację z rzeczywistością (z wyjątkiem życzeń o nieokreślonej perspektywie czasowej np. "Kiedyś wygram fortunę w Lotto").
Weryfikacja spełnienia się życzenia polega na porównaniu nowego stanu rzeczy z jego wyobrażeniem, co można osiągnąć za pomocą własnych zmysłów lub uzyskując informację z wiarygodnego źródła. Często mamy do czynienia z weryfikacją częściową - np. wszystko wskazuje na to, że zdaliśmy pisemny egzamin, ale pewności jednak nie mamy. Wówczas - do czasu ostatecznej weryfikacji - odczuwamy nadzieję. Czasem weryfikacja jest bardzo trudna i subiektywna np. kiedy kupujemy dywan i w sklepie wydaje się nam, że będzie pasował do mebli w naszym pokoju. W domu - po rozłożeniu dywanu - jednoznaczna ocena może być problematyczna. O ostatecznym wyniku decyduje nasza subiektywna interpretacja, a ta zależy od wielu czynników, m.in. od mechanizmów obronnych, np. racjonalizacji.

## Życzenie a nadzieja
Życzenie jest nieodłącznym składnikiem nadziei, lecz nie oznacza to, że każdemu życzeniu towarzyszy związana z nim nadzieja - czasem zastępuje ją pewność. Na przykład można mieć życzenie obejrzenia jakiegoś widoku z niewielkiej góry i mieć pewność, że się na nią wejdzie.